# 刘星 (围棋棋手)
刘星（1984年12月10日—），男，天津市人，中国棋院围棋职业七段。
刘星1990年开始学习围棋，1995年入段，2004年升为七段。刘星曾经夺得过CCTV杯和阿含-桐山杯两个中国最主要的快棋赛冠军。

## 國內比賽成績
- 圍棋甲級聯賽
  - 2016年：代表河北新奥队，成绩3胜6负（参见2016年中国围棋甲级联赛）
  - 2007年：代表新兴地产队，成績12勝7負
  - 2008年：代表新兴地产队，成績8勝10負
  - 2009年：代表苏泊尔杭州队，主將戰績13勝9負，苏泊尔杭州队首次奪得圍棋甲級聯賽冠軍
- 2005年：第四届招商银行杯电视快棋赛冠军
- 2006年：第八届阿含·桐山杯冠军
- 2007年：第九届阿含·桐山杯冠军
- 倡棋杯
  - 2007年：第四届倡棋杯，亚军
  - 2008年：第五届倡棋杯，亚军

## 國際比賽成績
- 2005年：農心杯1勝1負
- 2008年：富士通杯殿軍；應氏杯4強；豐田杯8強
- 2009年：農心杯1勝1負
- 2010年：广州亚运会围棋男团银牌。

## 个人生活
2016年10月与女子围棋运动员王晨星结婚。